# 里奇伍德 (路易斯安那州)
里奇伍德（英語：Richwood）是美国路易斯安那州下属的一座城市。根据2010年美国人口普查，该市有人口3,392人。建置上，属于“town”。